# Get Your Number
“Get Your Number” (en español: conseguir tu número) es una canción coescrita por los cantantes estadounidenses Mariah Carey, Jermaine Dupri, Johnta Austin y Bryan Michael Cox; grabada para el décimo cuarto álbum de Carey The Emancipation of Mimi (2005). Coproducida por Carey, Dupri (quién también aparece en el videoclip) y LRoc, es recreada alrededor de una muestra de "Just an Illusion" del grupo inglés Imagination (banda), por lo que contiene fondos musicales de Trey Lorenz.

## Video musical
El video musical fue dirigido por Jake Nava. En la canción, sus protagonistas se encuentran festejando en un club nocturno a punto de cerrarse por la noche, pero antes acceden a que un hombre le pida el número telefónico a Carey, para tomarlo más adelante y "mostrar quién es el en tiempo libre realmente". Es el primer video donde Carey y Dupri "cambian de posición": Mariah realiza el rapping y Dupri canta.

## Críticas y revisiones
Fue el sencillo que suplantó a Shake It Off como tercer sencillo en algunos países europeos, o que lo acompañó como un sencillo conjunto. El tema producido por Jermaine Dupree, originalmente fue planeado para ser grabado por J.D. para su nuevo disco solista pero luego que Mariah escuchara la canción decidió grabarla ella. Carey quedó sorprendida al oírlo cantar, pues comúnmente rapea. Él la invitó a realizar los estribillos de la canción, pero ella pensó que no sería tan buena su interpretación como la de él. Acerca de la canción Carrey declaró que "el ver muchas personas le provocaba una sensación de fantasía". 
El parecido de la voz de Jermaine con el rapero americano Nelly se debe a que Nelly supervisó la grabación de la canción. Dentro del bridge del tema estaba incluido un rap de Jermaine Dupree pero eventualmente Universal creyó que el disco estaba compuesto por muchos dúos y decidió removerla a una versión más neutral.

## Listas
Reino Unido: El sencillo ocupó el N.º 9 junto a Shake It Off en el Reino Unido.
Australia: En Australia fue el cuarto álbum lanzado en ese país. 
Alcanzó el Top 10 de algunos países incluyendo algunos donde Mariah Carey jamás había lleguado como en Perú donde se ubicó en el puesto N.º 6 en la lista de OK TV. En algunos países ocupó un Doble Lado A junto con "Shake It Off". El video tuvo alta rotación. 
El sencillo jamás fue planeado para ser lanzado a Estados Unidos, visto que la probabilidad que manche la buena racha de Mariah en Billboard era inmensa. Para ello se decidió lanzar como cuarto sencillo, Don't Forget About Us.
- Datos: Q898081